# Baldassarre Monti
Baldassarre Monti (* 19. April 1961 in Casalmaggiore; † 20. November 2008 bei Sorbolo) war ein italienischer Motorradrennfahrer.

## Karriere
Baldassarre Monti, Spitzname „Sarre“, begann 1986 mit dem Motorradsport. 1988 startete er in seinem Heimatland bei 37 Rennen, von denen er 28 gewann und sich so zum Meister der italienischen Sport-Produktionsmeisterschaft krönte.
Zur Saison 1989 wechselte er in die Superbike-Weltmeisterschaft, wo er auf einer Ducati 851 des Werksteams Squadra Corse Ducati an den Start ging. Bereits in seinem Debütjahr gelang Monti mit Rang drei im zweiten Rennen des Italien-Laufes in Enna-Pergusa seine erste Podiumsplatzierung. In der Gesamtwertung belegte der Italiener mit 99 Punkten den achten Platz und war damit nach Raymond Roche zweitbester Ducati-Pilot. In der italienischen Superbike-Meisterschaft gewann Monti in dieser Saison den Titel.
1990 startete Baldassarre Monti auf einer Honda RC 30 des Honda-Werksteams Rumi / R.C.M. an der Seite des Weltmeisters der vergangenen beiden Jahre, Fred Merkel. Der Italiener errang zwei zweite sowie einen dritten Rang und wurde wiederum WM-Achter. Außerdem sicherte er sich bei den Läufen in Frankreich und Italien jeweils die Pole-Position. In der folgenden Saison wurde Monti im selben Team nach einem schweren Unfall im österreichischen Zeltweg nur noch 26. der Gesamtwertung. 1992 belegte er den 17. Platz und war damit dennoch bester Pilot des japanischen Herstellers.
Die Saison 1993 bestritt Baldassarre Monti zuerst auf einer Ducati 888 des Teams Red Devil Racing und später auf Yamaha beim Team Yamaha-BYRD und wurde 25. der Fahrerwertung.
1994 ging Monti in der deutschen Superbike-Meisterschaft auf einer Ducati des Teams Rubatto Lortz an den Start. Ein schwerer Unfall bei der Tourist Trophy auf der Isle of Man am 1. Juni 1994, in dessen Folge der Italiener drei Monate lang im Koma lag, beendete Baldassarre Montis Karriere.

### Tödlicher Unfall
Baldassarre Monti kam am 20. November 2008 bei einem Verkehrsunfall ums Leben. Er befand sich gegen 18:30 Uhr mit seinem Motorroller auf dem Nachhauseweg, als er auf der Straße zwischen Poviglio und Sorbolo frontal mit einem PKW zusammenprallte und auf der Stelle tot war.

## Verweise